# Heinz von Ortenberg
Heinz von Ortenberg (* 1. Dezember 1878 in Salzwedel, Altmark; † Dezember 1959 in Santa Cruz do Sul, Brasilien) war ein deutscher Militärarzt in Deutsch-Südwestafrika, Leibarzt Kaiser Wilhelms II. nach dessen Abdankung, Arzt in Brasilien und Autor.

## Leben
Der Professorensohn aus süddeutscher Adelsfamilie studierte Medizin an der Berliner Charité und war Schüler des deutschen Chirurgen Rudolf von Virchow. Danach absolvierte er seinen Militärdienst als Einjährig-Freiwilliger im 2. Garde-Regiment zu Fuß. 1904 meldete er sich freiwillig als Assistenzarzt zum Einsatz im Hererokrieg. Als er am 11. Juni 1904 in Swakopmund eintraf, wurde er zum Dienst im dortigen Lazarett kommandiert. Ende September folgte die Versetzung ins Lazarett in Karibib, Mitte Dezember zur 4. Kompanie des 2. Feldregiments. In Windhoek schloss er sich einer Nachschubkolonne an und kam über Kappsfarm, Hohewarte und Hatsamas ins Kriegsgebiet. Als er dort eintraf, war das dreitägige Gefecht von Groß-Namas gerade beendet und er konnte die Verwundeten versorgen. Zunächst blieb er in Stamprietfontein und folgte dann seiner Kompanie durch den Osten und Süden der Kolonie. Im September nahm er am Gefecht von Nubib teil. Ende des Jahres 1905 wurde er aufgrund einer Herzschwäche und einer Hüftverletzung, die er sich durch einen Sturz vom Pferd zugezogen hatte, für dienstunfähig erklärt. Er nahm den Abschied von der Truppe und verließ Deutsch-Südwestafrika über Lüderitzbucht. Im Jahr 1907 veröffentlichte er einen Erlebnisbericht über seine Erfahrungen im Hererokrieg.
Ab dem Jahr 1908 war er als Arzt in Santa Cruz do Sul im brasilianischen Bundesstaat Rio Grande do Sul tätig. Bei Ausbruch des Ersten Weltkriegs 1914 kehrte er nach Deutschland zurück, um sich freiwillig für den Kriegsdienst zu melden. Er kam jedoch nur bis Gibraltar, wo er vom englischen Militär interniert wurde. Eine Austauschaktion des Roten Kreuzes befreite ihn aus der Gefangenschaft. Seine Familie war in Brasilien zurückgeblieben. Während er als Chef der Sanitätskompanie 261 und Stabsarzt der Reserve an der Ostfront war, ließ sich seine Frau in Brasilien von dem abwesenden Ehemann scheiden. Nach dem Ersten Weltkrieg arbeitete er wieder als Arzt in Santa Cruz do Sul (1919–1938), danach wurde er Leibarzt des abgedankten Kaisers Wilhelm II. in Haus Doorn. Im Jahr 1947 kehrte er nach Brasilien zurück und verbrachte seinen Lebensabend in Santa Cruz do Sul.

## Schriften
- Aus dem Tagebuch eines Arztes. Feldzugsskizzen aus Südwestafrika, Berlin 1907.